# كليمنت عبد ال لطيف
كليمنت عبد ال لطيف (بالإنجليزية: Clement Abdul Latif)‏ هو لاعب كرة قدم غاني، ولد في 20 نوفمبر 2001.